# Nirgendwo in Afrika
Nirgendwo in Afrika ist ein deutscher Spielfilm der Regisseurin Caroline Link aus dem Jahr 2001. Der Film basiert auf dem sechs Jahre zuvor erschienenen autobiografischen Roman von Stefanie Zweig mit demselben Titel. Der Produzent Peter Herrmann sicherte sich die Rechte an dem Stoff, noch bevor das Buch zum Bestseller wurde. Caroline Link drehte ihn mit großem Aufwand an Originalschauplätzen in Kenia. Nirgendwo in Afrika wurde im Jahr 2003 mit einem Oscar in der Kategorie Bester fremdsprachiger Film ausgezeichnet.

## Handlung
Die jüdische Familie Redlich flüchtet im Jahr 1938 mit einer kleinen Tochter vor dem NS-Regime aus dem Deutschen Reich nach Kenia. Der ehemalige Rechtsanwalt Walter Redlich arbeitet dort als Verwalter auf der kümmerlichen Farm eines Briten. Seine Frau Jettel kann sich nur schwer an das Leben in dem ganz anderen Land gewöhnen. Sie hat große Schwierigkeiten mit den Fremdsprachen und der fremden kulturellen Umgebung. Im Exil erfahren die Eltern von den NS-Verfolgungen im November 1938 gegen Juden überall in Deutschland. Ihre Tochter Regina hingegen blüht in dem fremden Land förmlich auf. Sie lernt die Sprache, interessiert sich für die Bräuche des Landes und besucht auch erfolgreich eine englische Schule. In dem Koch Owuor findet sie einen guten väterlichen Freund. In der Ehe der Redlichs kriselt es zunehmend. Nachdem die beiden langsam wieder zueinander gefunden haben, erfahren sie von der Ermordung der Eltern Jettels sowie des Vaters und der Schwester Walters in einem Konzentrationslager „im Osten“. Walter Redlich, der nun bei der britischen Armee dient, bewirbt sich nach dem Ende des Krieges um eine staatliche Anstellung als Jurist im zerstörten Deutschland; ihm wird daraufhin ein Richteramt angeboten. Seine Frau möchte lieber in Kenia bleiben. Eine Heuschreckenplage bedroht das Dorf und auch ihre Farm. Im Jahr 1947 kehren die Redlichs doch ins stark zerstörte Deutschland zurück. Owuor geht zu seiner Familie nach Hause. Der Schlusssatz Jettels in Kiswahili zu einer Afrikanerin, die am Bahngleis Obst verkauft, kennzeichnet ihre Lage und zugleich ihre Liebe zu diesem Land nach diesen acht Jahren: „Ich kann nichts kaufen, bin arm wie ein Affe.“ Sie erhält von ihr eine Banane geschenkt.

## Hintergrund
An der Oscar-Verleihung konnte Caroline Link aufgrund einer Erkrankung ihrer Tochter nicht teilnehmen. 23 Jahre, nachdem der letzte deutsche Film als Bester fremdsprachiger Film mit dem Oscar bedacht worden war (Die Blechtrommel), gewann Nirgendwo in Afrika ebendiesen Preis, für den 1998 auch schon Caroline Links Debütfilm Jenseits der Stille nominiert war.
Das kleine kenianische Dorf Mukutani war Schauplatz des Films. Die Crew um Regisseurin Caroline Link gründete die Mukutani-Stiftung, um Dorfbewohnern auch nach Ende der Dreharbeiten nachhaltig zu helfen. Gemeinsam mit World Vision bauten sie eine Straße nach Mukutani.
Im Gegensatz zum Spielfilm Jenseits von Afrika (1985) wird hier keine wahre Geschichte einer Auswanderung nach Kenia erzählt. Die Romanvorlage wird nicht direkt verfilmt. Im Film gibt es jedoch vielfach Bezüge zur historisch bezeugten Lage von deutschen Juden nach 1933 und vor dem Beginn der Massenvernichtungen während des Zweiten Weltkriegs (Trennung von den Eltern, Benachrichtigung über deren Tod, finanzielle Sorgen, Scheidung, Leben der dortigen jüdischen Glaubensgemeinde, Integration der Folgegeneration in dem neuen Heimatland, Auseinandersetzungen mit dem bisherigen Heimatland und den dort lebenden Tätern bis hin zum Einsatz als Soldat der Alliierten). Die NS-Verfolgungsmaßnahmen bis 1939 und die mit einer Emigration aus dem Deutschen Reich häufig verbundenen Probleme werden realistisch angedeutet und dramatisch akzentuiert.

## Kritiken
„Der einfühlsam inszenierte, ausgesprochen unterhaltsame Film profitiert von wohl temperierten Landschaftsaufnahmen, flotter Dramaturgie, einfühlsamer Musik und einer entschlossenen Kamera- und Schnittführung. Dank hervorragender Schauspieler beschreibt er die Jahre der Emigration anteilnehmend und ohne sentimentale Anklänge.“

„Empfehlenswert“
‚Einfühlsames Epos in grandiosen Bildern‘
„Spaß: 1/3; Action: 1/3; Erotik: 1/3; Spannung: 1/3; Anspruch: 2/3“

Die Deutsche Film- und Medienbewertung FBW in Wiesbaden verlieh dem Film das Prädikat besonders wertvoll.

## Auszeichnungen
Oscars 2003
- Oscar in der Kategorie Bester fremdsprachiger Film

Golden Globe Awards 2003
- Nominierung in der Kategorie Bester fremdsprachiger Film

Deutscher Filmpreis 2002
- Lola in Gold in der Kategorie Bester Spielfilm
- Lola in Gold in der Kategorie Beste Kamera an Gernot Roll
- Lola in Gold in der Kategorie Beste Regie an Caroline Link
- Lola in Gold in der Kategorie Beste Filmmusik an Niki Reiser
- Lola in Gold in der Kategorie Bester Nebendarsteller an Matthias Habich
- Nominierung in der Kategorie Beste Hauptdarstellerin für Juliane Köhler

Bayerischer Filmpreis 2002
- Publikumspreis